# Hersilia martensi
Espèce
Hersilia martensi est une espèce d'araignées aranéomorphes de la famille des Hersiliidae.

## Distribution
Cette espèce se rencontre au Népal, en Thaïlande et en Chine.

## Description
Le mâle holotype mesure 4,8 mm et le mâle paratype 5,8 mm.

## Étymologie
Cette espèce est nommée en l'honneur de Jochen Martens.

## Publication originale
- Baehr & Baehr, 1993 : « The Hersiliidae of the Oriental Region including New Guinea. Taxonomy, phylogeny, zoogeography (Arachnida, Araneae). » Spixiana Supplement, vol. 19, p. 1-96 (texte intégral).